# أليكس داوسون
أليكس داوسون (بالإنجليزية: Alex Dawson)‏ (21 فبراير 1940 بأبردين في المملكة المتحدة - 17 يوليو 2020) هو لاعب كرة قدم بريطاني في مركز الهجوم. لعب مع برايتون أند هوف ألبيون وبريستون نورث إيند ومانشستر يونايتد ونادي برينتفورد ونادي بوري ونادي كوربي تاون.

## وصلات خارجية
- أليكس داوسون على موقع قاعدة بيانات كرة القدم.إي يو (الإنجليزية)